# Salomon von Rajalin
Salomon Maurits von Rajalin, född 25 augusti 1757 i Karlskrona, död 23 september 1825 i Stockholm, var en svensk friherre, svensk amiral och ämbetsman. von Rajalin var guvernör över Svenska S:t Barthélemy 1785–1787.

## Biografi
Salomon von Rajalin var son till Johan von Rajalin och Eleonora von Gertten. von Rajalin-släkten kom ursprungligen från Finland men flyttade till Karlskrona under Karl XI:s tid för att tjäna vid flottan. Han gifte sig 1787 med Fredrika Lovisa Jägersköld.
von Rajalin började tidigt i arméns flotta och steg snabbt i graderna. Åren 1780–1782 var han i tjänst i den franska örlogsflottan. von Rajalin var 1785–1787 guvernör i Saint-Barthélemy och utarbetade bl a den så kallade svarta lagen, Sveriges enda slavlag i modern tid. Tillbaka i Sverige var han landshövding i Gotlands län 1787–1807. Han var befälhavare i skärgårdsflottan under Gustav III:s ryska krig och i finska kriget. von Rajalin utmärkte sig särskilt i en träffning vid Porkkala den 26 augusti 1789. Efter freden blev han 1791 konteramiral och var 1791–94 generalintendent vid flottan. Utnämnd till viceamiral 1799, var han 1801–09 som tjänstgörande generaladjutant föredragande inför kungen av ärenden rörande flottan. I finska kriget förde han befälet i skärgårdsslaget vid Palva sund den 18 september 1809. Slaget slutade med rysk seger. I oktober samma år lämnade han posten som befälhavare i kriget. Han utnämndes till amiral 1809 av Karl XIII och var landshövding i Gävleborgs län 1812–1813.

## Utmärkelser
- Riddare av Svärdsorden,  1779[2]
- Riddare med stora korset av Svärdsorden,  1789[3]
- Kommendör av Svärdsorden,  1797[2]
- Kommendör med stora korset av Svärdsorden,  1801[4]
- Militärförtjänstorden[2]
- Kungliga Svärdsorden

[Redigera Wikidata]